# Variola albimarginata
Variola albimarginata е вид бодлоперка от семейство Serranidae. Видът не е застрашен от изчезване.

## Разпространение и местообитание
Разпространен е в Австралия, Американска Самоа, Британска индоокеанска територия, Вануату, Индия, Индонезия, Кения, Кирибати, Китай, Коморски острови, Мавриций, Мадагаскар, Майот, Малайзия, Малдиви, Маршалови острови, Мианмар, Микронезия, Мозамбик, Нова Каледония, Палау, Папуа Нова Гвинея, Провинции в КНР, Реюнион, Самоа, Северни Мариански острови, Сейшели, Соломонови острови, Тайван, Тайланд, Танзания, Тонга, Тувалу, Уолис и Футуна, Фиджи, Филипини, Шри Ланка и Япония.
Обитава крайбрежията на морета и рифове. Среща се на дълбочина от 10 до 100 m, при температура на водата от 24,5 до 28,6 °C и соленост 34,2 – 35,3 ‰.

## Описание
На дължина достигат до 65 cm.
Популацията на вида е намаляваща.